# خضرية

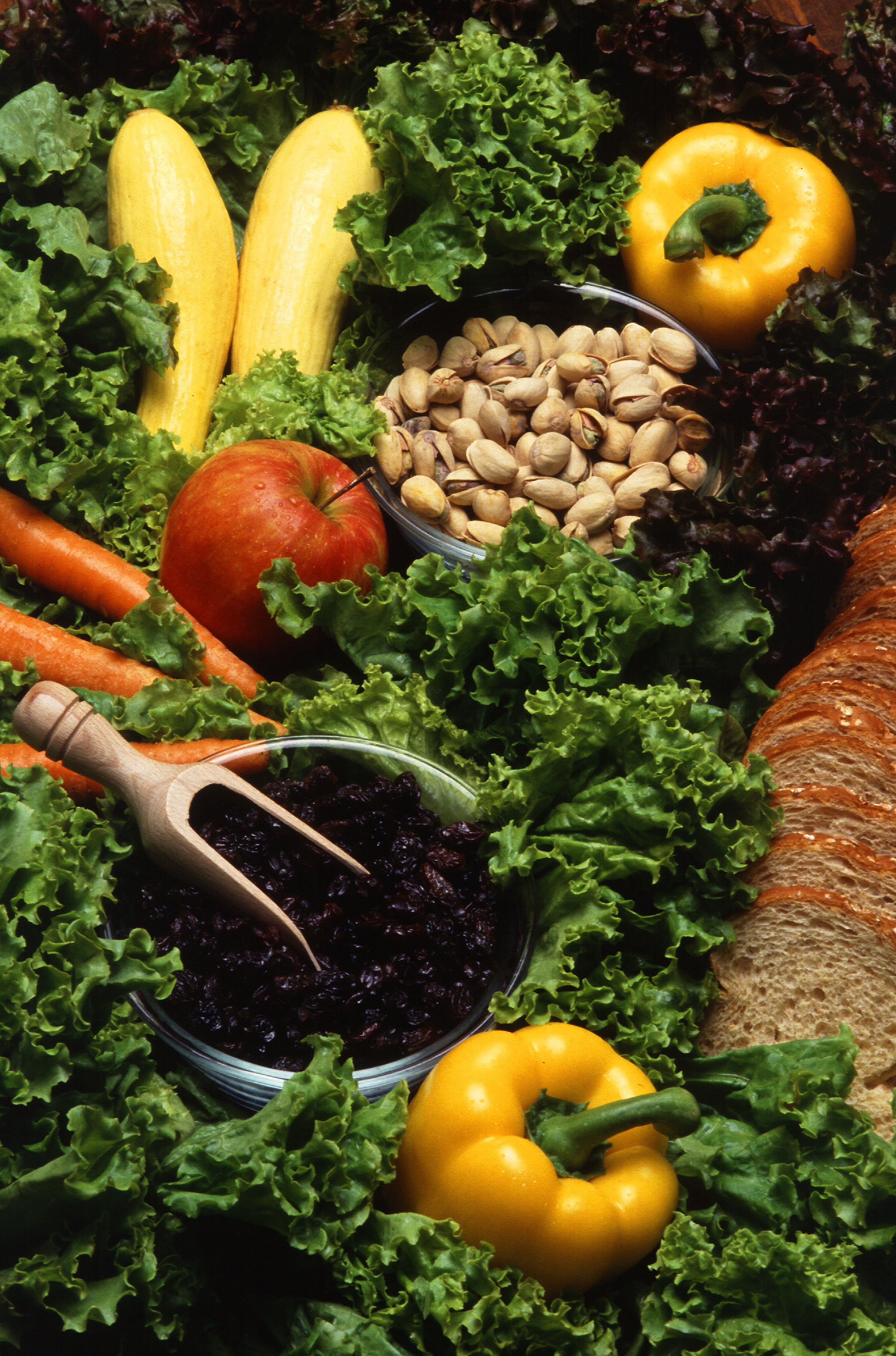
عناصر غذائية من النظام النباتي

الخُضْرِيّة أو النباتية الصرفة أو النباتية المتشددة أو النباتية (بالإنجليزية: Veganism) ويُسمَّى مُتبعها الخاضر أو الخضور، هي نمط غذائي يعتمد على النبات. والامتناع عن استخدام المنتجات الحيوانية، وخاصة في النظام الغذائي، والفلسفة المرتبطة بها التي ترفض وضعية السلع للحيوانات. ومن يتبع هذا النظام يسمى «نباتي».  ويمكن التمييز بين عدة فئات من الخضارية: النباتيون وهم من يمتنعون عن استهلاك المنتجات الحيوانية، وليس فقط اللحوم ولكن أيضًا البيض ومنتجات الألبان وغيرها من المواد المشتقة من الحيوانات. غالبًا ما يُطبق مصطلح نباتي أخلاقي على أولئك الذين ليسوا  فقط يتبعون نظام غذائي نباتي ولكن قد تصل  الفلسفة إلى مناطق أخرى من حياتهم، وتعارض استخدام الحيوانات لأي غرض من الأغراض.  مصطلح آخر هو الخضرية البيئية، والذي يشير إلى تجنب المنتجات الحيوانية على أساس أن الزراعة الصناعية  القائمة على الحيوانات ضارة للبيئة وغير مستدامة.
يمكن للأنظمة الغذائية النباتية جيدة التخطيط أن تقلل من خطر الإصابة ببعض أنواع الأمراض المزمنة، بما في ذلك أمراض القلب. وو فقاً للأكاديمية الأمريكية للتغذية وعلم التغذية، أخصائيي التغذية في كندا، وجمعية الحمية البريطانية، ان هذه الأنظمة  مناسبة لجميع مراحل الحياة بما في ذلك خلال مرحلة الطفولة والحمل لا توصي الجمعية الألمانية للتغذية بالحمية النباتية للأطفال أو المراهقين، أو أثناء الحمل والرضاعة الطبيعية. لا توصي الجمعية الألمانية للتغذية بالحمية النباتية للأطفال أو المراهقين، أو أثناء الحمل والرضاعة الطبيعية. وتميل الحمية النباتية إلى أن تكون أعلى في الألياف الغذائية، والمغنيسيوم، وحمض الفوليك، وفيتامين C، وفيتامين E، والحديد، والمواد الكيميائية النباتية. وانخفاض في الطاقة الغذائية، والدهون المشبعة، والكوليسترول، والأحماض الدهنية أوميغا 3، وفيتامين د والكالسيوم والزنك وفيتامين بي12. قد تؤدي الأنظمة الغذائية النباتية غير المتوازنة إلى حالات نقص غذائية تؤدي إلى إبطال أي آثار مفيدة وقد تتسبب في مشاكل صحية خطيرة. لا يمكن منع هذه النواقص إلا من خلال اختيار الأطعمة المحصنة أو أخذ  المكملات الغذائية أخدًا منتظمًا. مكملات فيتامين بي12 مهمة لأن نقصها يمكن أن يسبب اضطرابات في الدم وضررًا عصبيًا لا رجعة فيه؛ هذا الخطر هو أيضًا أحد أكثر المخاطر شيوعًا في النظم الغذائية غير النباتية سيئة التخطيط.
ابتكر دونالد واتسون مصطلح«نباتي»  في عام 1944 عندما شارك في تأسيس جمعية التغذية في إنجلترا. في البداية استخدمه ليعني «نباتي بدون منتجات الألبان»، ولكن منذ عام 1951، عرفته الجمعية على أنه «العقيدة التي يجب أن يعيشها الإنسان دون استغلال الحيوانات».  زيادة الاهتمام بالنباتيين كانت بداية من عام 2010، وخاصة في النصف الأخير. فتحت المزيد من المتاجر النباتية وأصبحت الخيارات النباتية متاحة بتزياد في محلات السوبر ماركت والمطاعم في العديد من البلدان.

## تعريفات مختلفة للخُضْرِيّة
ليس هناك تعريف موضوعي ومعنى مقبول للمصطلح خضري، والناس مختلفة وقد تستخدم تعريفات مختلفة قليلا وغير متداخلة تماما. ولكن، من الناحية العملية، وغالبا العنصر الفكري المشترك للجميع هو التجنب المتعمد لأذى الحيوانات، من ضمنها الامتناع عن تناول اللحوم، الأسماك، منتجات الألبان والبيض. هناك آخرون الذين يعرفون الخضرية أكثر، ووفقا لرأيهم فالخضرية هي تجنب جميع الأطعمة المعتمدة على الحيوان.
الخضرية هي أيضا جزئيا تقرير المصير في سياق اجتماعي، وهناك ناس يعيشون أسلوب حياة خضري ولكنهم اختاروا تعريف أنفسهم بأنهم «نباتيين»، كل الوقت أو متقطعًا. هناك أيضا أولئك الذين تجنبوا تعريف أنفسهم كخضريين أو نباتيين لـأسباب فلسفية قائمة بحد ذاتها.

## مصطلح «الخُضْريّة»
تمّ ابتكار المصطلح «خُضْريّة» على يد المفكر شربل بلوطين، كاتب كتاب «الخُضْريّة - تعامل أسمى للإنسان مع الأرض والحيوان». في كتابه يوضّح بلوطين خلفيّة ابتكاره للمصطلح:

يقول بلوطين في بداية كتابه:
«في الإنجليزية هناك مصطلح لوصف الإنسان النباتي - Vegetarian (من لا يأكل اللحمة)، وهناك مصطلح لوصف النباتي التام - Vegan (من لا يأكل أي طعام مصدره الحيوان)، ولم أجد كلمة تؤدي معنى هذا المصطلح بالعربية، فقررت ابتكار كلمة» خُضْرِيّ«؛ لأنني رأيت أن هناك حاجة إلى كلمة واحدة تصف هذا المبدأ الحياتيّ، كلمة لم تُذكر من قبل...ومَن يتّصف بها فهو إنسان يعيش حياته بدون أن يأكل، يلبس، يتدخل، يؤثر أو يستغل أي حيوان برّي، بحري، أو هوائي!»
وفيما يتعلّق بالنمط الغذائي، كتب بلوطين:
«الكثيرون لديهم نزعة خيّرة من التفكير السائد أنّ الخُضْرِيَّة هي نهج حياة مقيّد، ولكن الحقيقة هي أن اختياراتي ازدادت! إدراكي الحسيّ اتّسع! وقيمي تعزّزت. لم أجد اختيارا أعمق من أن أعيش حياتي بطريقة أعلى من هذه التي تمجّد الحياة! والتي تجد النعمة في كل كائن حي وتبحث عن الحياة بأقل درجة من العنف.»

## تاريخ الخضرية
كان بيرسي بيش شيلي أحد الخضريين الأوائل الذي اعتمد الغذاء الخضري مثل العداء كارل لويس في عام 1990.
في العصور القديمة اعتمد بعض الناس نظام غذائي نباتي. هذه الظاهرة ظهرت لبدء الدوام تقريبا بين الرهبان الذين رأوا أنه من خلال ذلك يتوصلون إلى التعالي الروحي والأخلاقي، وقد وقع ذلك في اليونان القديمة، على سبيل المثال، فضلا عن شبه القارة الهندية واليابان. بعض هذه التقاليد الدينية ما زال قائما حتى اليوم، بين الطبقات المختلفة في البوذية والمسيحية والديانات الأخرى. في أوقات لاحقة ظهرت أيضا الخضرية امتدادا لفكرة انتقاد أذى الحيوانات. كان واحدا من الجهود الموثقة الأولى من خلال وضع نظام غذائي نباتي بواسطة لمبه وليام (وليام امبي)، دكتوراه في الطب، وقال انه فعل ذلك في 1806. ومن الخضريين الآخرين في وقت مبكر كان فرانك نيوتن (مريض بامبا) في عام 1811 وبيرسي بيش شيلي في عام 1813 وفي 1838، افتتح جيمس بيربونت غريفز مدرسة داخلية في لندن، حيث طلب من الطلاب تبني تغذية نباتية، وقد اعتبر النباتي من يتغذى على النباتات فقط. انه استخدم كلمة «نباتي» لوصف النظام الغذائي الذي يشمل النباتات فقط، في هذا السياق، كان النباتي من يعيش فقط من النباتات. وكان أنصار هذه المدرسة الداخلية بين مؤسسي المجتمع النباتي في عام 1847. في عام 1843، أنشأ آموس برونسون المجتمع النباتي في كامبريدج، الذي استمر ولكن للقليل من الوقت.
في عام 1944، صاغ دونالد واطسون مصطلح «نباتي» باللغة الإنجليزية (الخضري) وأسس المجتمع الخضري.
اليوم، هناك العديد من المنظمات التي تعزز أسلوب حياة خضري تعزيزًا مباشر أو تعمل بصورة غير مباشرة في جميع أنحاء العالم. واحدة من أكبر الجمعيات هي بيتا، التي تأسست في عام 1980 في نورفولك بولاية فيرجينيا بواسطة اليكس فاتاو. منظمة إرهاب الصيد التي أسسها في عام 1963 جون فريستيج تعمل مباشرة لوضع حد لصيد الحيوانات (على الأقل لغرض الغذاء). في عام 1976 انشق عن تنظيم إرهاب الصيد عدة أشخاص، بعد إلقاء القبض عليهم بعد العمل المباشر. هذه المجموعة الأخيرة أقامت جبهة تحرير الحيوان، التي تعمل حتى يومنا هذا لتعزيز الخضرية. هذه الحركة هي أيضا نشطة في جميع أنحاء العالم، بما في ذلك إسرائيل، وتشارك في أنشطة مباشرة وغالبا ما تكون غير قانونية.
في عام 2005، وزع الفيلم الوثائقي («أبناء الأرض»)، فيلم وثائقي التعامل مع استخدام البشر للحيوانات، ويعزز الخضرية، وفي عام 2009 ظهر فيلم «البيت» الذي يتعامل مع القضايا البيئية والأخلاقية المتصلة باستهلاك الأطعمة الشائعة من أصل حيواني.
ومن المعروف أن نشطاء الخضرية في الولايات المتحدة، على سبيل المثال، هم غاري يوروفسكي، رين بيري (1945-2014)، وبيتر سنجر.

## أخلاقيات
آلة تمزيق الصيصان التي يفرم بها الصيصان الذكور لأن ليس لهم استخدام تجاري. يرى الخضريون في طحن هذه الصيصان عمل غير أخلاقي، وبالتالي يتجنبون أكل البيض الصناعي.
لحوم الكلاب في السوق في هانوي، فيتنام. الخضريون هم ضد قتل الحيوانات من أجل الغذاء، بغض النظر عن نوع من هذه الحيوانات، بحجة أن جميع الحيوانات المعدة للذبح في المزارع عانت هي نفسها أو ما شابه ذلك في خلال العملية وفي النهاية.
الخضريون يتجنبون تناول كل من الحيوانات البرية والبحرية والسبب الشائع لاختيار نمط الحياة الخضري هو مفهوم هذه الحياة الأكثر أخلاقية. المبدأ الخضري وافق على أسس أخلاقية يسبب المعاناة للحيوانات لتجنبها (إلا في الحالات التي يهجم فيها الحيوان على شخص، على سبيل المثال)؛ وغالبا ما ينظر إلى هذه الحجة بطرق مختلفة، البعض يعتقد أن هذا هو واجب أخلاقي مفروض على الأشخاص الذين يستخدمون قوتهم للأسوأ. يدعو آخرون لحقوق الحيوان، نافين إشارة الوصول إلى الحيوانات والممتلكات ومطالبين لمنحهم حقوق الحكم الذاتي.
كثير من الناس يعتقدون أن الخضريين لا يتناولون الطعام أو استخدام المنتجات، التي يتسبب إنتاجها في المعاناة للحيوانات، إما عن طريق قتلهم أو من ظروف النمو المناسبة. ويمكن أن تشمل هذه الشروط، من بين أمور أخرى، أقفاص سجن مكتظ في البيئة الملوثة، الانفصال عن الأم بعد ولادته فورا والإصابات البدنية التي تسهل للعاملين في الاقتصاد (مثل قطع قرون أو قطع المناقير بدون تخدير)، كي الخراف في الثلج الجاف أو الحديد الساخن لغرض وضع العلامات عليها، واستخدام الانتقاء الاصطناعي لزراعة مربحة وراثية وتشويه هيكل جسم الحيوان. بصرف النظر عن هذا، وحتى الصناعات غير الغذائية لإنتاج اللحم أو السمك فيقتلوها قتلًا منهجيًا، مثل بالغاز أو طحن الصيصان الذكور جماعيًا لصناعة البيض، في حين لا يزالون على قيد الحياة [16].
أحد الانتقادات ضد الخضرية على أسس أخلاقية هو أنه على الرغم من مطالباتهم بخصوص التقليل من المعاناة، والمنتجات الزراعية ذات الأصل النباتي أيضا يسبب معاناة للحيوانات مثل الحشرات التي تعيش في النبات والأنواع الأخرى. ردا على هذه الحجة، قدم الفيلسوف الخضري ستيفن ديفيز مبدأ «الحد الأدنى من الألم» (بأقل ضرر مع المبدأ). وفقا لهذا المبدأ، فالزراعة الخضرية لا تزال أفضل نوع من الزراعة، ناهيك على جانب واحد، مثل الزراعة، كل ما يضمن البقاء للجنس البشري، ولكن من ناحية أخرى، ينطوي على التسبب في المعاناة إلى الحد الأدنى، الحد الأدنى من العيش، بينما الزراعة الكلية (أشكال مختلفة في الثقافات المختلفة) تشارك في التسبب بمعاناة أكثر من ذلك بكثير، لحيوانات أكثر من ذلك.

## التجارب على الحيوانات
الخضريين يعارضون التجارب على الحيوانات تماما والبعض الآخر يعارض ما تنطوي عليه التجارب من الألم للحيوانات (مثل الحقن)، أو استخدام المواد التي، وفقا للكيمياء التحليلية على ما يبدو سامة لهذه الحيوانات.

## استخدام الحيوانات لعلاج المشاكل الصحية
في بعض الأحيان يمكنك استخدام أجزاء معينة من جسم بعض الحيوانات لشفاء مباشر لمشاكل صحية في البشر وحتى إنقاذ حياتهم حقا. ومن الأمثلة على ذلك استخدام صمام الخنازير صمامًا بديلًا للصمام البشري الذي لا يعمل عملًا صحيح بالنسبة إلى الأجهزة الأخرى لنظام القلب والأوعية الدموية، وذلك بسبب التشابه التشريحي بين هذه الأجهزة (البشر والخنازير). حالة محتملة أخرى هي استخدام المصل المنتج من ثعبان واحد، لغرض تحييد السم المنتج من ثعبان آخر. عموما، الخضريون لا يعترضون على هذه الحالات، نظرا لأنه هو حالة مباشرة لإنقاذ الأرواح، وفي حال عدم وجود مساهمة واضحة من يراهن على هذا لإنقاذ حياة الفرد. الخضريون يرون أن يُقلل الألم في القتل إلى أدنى حد ممكن، وبأسرع وقت ممكن، لهذه الحيوانات، وعادة ما يكون الأفضل على أي قتل آخر في حالة إنقاذ للحياة، إن تحتم القتل بهذه الطريقة.

## الصحة
يقول البعض أن اتباع نظام غذائي خضري يساعد على الصحة العامة والخاصة المشتركة من مشاكل صحية معينة. لقراءة على نطاق واسع حول هذا الموضوع، راجع قسم «نظام غذائي خضري والصحة»، وبعد.

## البيئة
سبب آخر لاختيار نظام غذائي خضري قد يكون الاعتبارات البيئية. هذا الموقف يدعم من عدد من العوامل أبرزها هو تقرير الامم المتحدة «إن الظل الطويل من الماشية»، والذي يبين الأضرار الناجمة عن زيادة في استخدام الحيوانات لأغراض اللحم [17]. في عام 2010 تقرير الصندوق العالمي للحياة البرية باسم «الكوكب الحي»، والذي يتضمن خفض كبير في استهلاك الأغذية الحيوانية وسيلةً واحدة من الوسائل الرئيسية في التعامل مع المشاكل البيئية، عن طريق حساب البصمة البيئية للمنتجات الحيوانية. وفقا لدراسة نشرت في عام 2014، انخفاض كبير في الاستهلاك العالمي من المواد الغذائية الحيوانية ضروري لتحقيق الأهداف التي حددتها الأمم المتحدة لخفض انبعاثات الغازات المسببة للاحتباس الحراري.

## دوافع صحّيّة
هناك من يختار نمط الغذاء الخُضْري لدوافع صحّية، لأنّ النبات يحوي على كميات قليلة من الدهون، خاصّة الدهون المشبعة، وهو لا يحتوي على كوليسترول بتاتًا. لذلك، فإنّ الابتعاد عن الغذاء الحيواني يقلّل من احتمالات الإصابة بالأمراض القلبيّة، السمنة الزائدة، ومشاكل صحّيّة أخرى.
بالإضافة إلى المضار الصحّية للّحوم، فإن مضار الحليب والبيض كثيرة أيضًا، فحسب بلوطين في كتابه الخضرية، فإنّ البيض يحوي على كميات عالية من الكوليسترول، ويُنصح بالامتناع التام عنه لمن هم يعانون من مشاكل قلبيّة أو غيرها. بلوطين طرح في كتابه مضار الحليب كذلك، من خلال عرضه لنتائج الأبحاث الطبّيّة التي تؤكد قوّة الرابط بين استهلاك الحليب وبين مرض هشاشة العظام ومرض سرطان الثدي وحتى النمط الأول من مرض السكري لدى الأطفال، حيث إن هناك دليل قوي على ان هذا المرض مرتبط بنمطنا الغذائي وخصوصا منتجات الألبان هناك عدة دراسات تشير إلى علاقة البروتينات الموجودة في حليب الأبقار باصابة الأطفال بهذا المرض 

## دوافع أخلاقيّة
هناك من يتّبع النظام الغذائي الخضري لدوافع أخلاقية (أيدولوجيّة)، وغالبًا فهؤلاء يمتنعون عن استخدام أجساد الحيوانات لا مأكلًا فقط، إنما ملبسًا أيضا (الجلد، الفرو)، لأنهم يرون في هذا فعلًا غير أخلاقي، ويتعارض مع الايدولوجيا الإنسانيّة التي يعيشون حسبها في حياتهم.
الخُضريّة الأخلاقيّة ترى أنّ المشكلة لا تكمن فقط في عمليّة قتل الحيوان من أجل الحصول على لحمه، بل تكمن في الأساس في الصناعات التي تستخدم الحيوانات في طرق شتى وتسبّب لها الأذى. لكنّ الأذى الأكبر يقع على الحيوانات في إطار صناعة الغذاء، خاصّة صناعة اللحوم.
في صناعة اللحوم تُسبعد مليارات الحيوانات في أقفاص مكتظة، وتُفصَل في طفولتها مباشرة بعد الولادة، وتعريضها للأذى الجسدي الذي يُريح العاملين في مصانع اللحوم (كاستخدام الملاقط المعدنيّة). بالإضافة إلى ذلك، فإنّ عمليّة الاصطفاء الاصطناعي التي تمارس في صناعة اللحوم والتي تهدف إلى إحداث تغييرات في مظهر الحيوانات الخارجي، كذلك في تركيبتها الوراثيّة، ويحرمها من الاصطفاء الطبيعي، مما يسبب لها الكثير من الأذى.
إضافة إلى كلّ ما سبق، فإن صناعة اللحوم تسبّب الأذى أيضا للحيوانات التي لا تُستخدم غذاءً، وهذا يتجلّى في إبادة كلّ الذكور من الصيصان، لأنها لا تفيد شيئا في صناعة الغذاء، لأنها لا تبيض.
الخٌضريّة الأخلاقيّة (الأيدولوجيّة) ترتكز على الحقائق المدوّنة أعلاه، وتتقاطع تقاطعًا كبيرًا مع عمل مؤسسات حقوق الحيوان.

## دوافع بيئية
بما أنّ صناعة الغذاء الحيواني عمومًا ملوّثة للبيئة وتستهلك ثروات طبيعية أكثر من صناعة الغذاء النباتي، فإننا اليوم قد نجد أناسًا ياختارون نمط الغذاء الخُضري للتقليل من التلوّث الحاصل على الكوكب.
في عام 2006 أصدرت الأمم المتحدة تقريرًا عنوانه «الظلّ الطويل لصناعة اللحوم - قضايا وخيارات بيئية»، خلاصته: الاقتصاد المعتمِد على الحيوان هو أحد المسبّبات الرئيسيّة لتلوّث الكرة الأرضيّة، وعلينا البدء بالعمل لتصحيح الموقف وإنقاذ أنفسنا وبيئتنا.

في تقرير لاحق صدر عام 2009 عن المؤسسة البيئية Worldwatch، ظهرت نتائج أخطر وأسوأ، حسبها وُجد أنّ صناعة اللحوم هي مصدر 51% من غازات الاحتباس الحراري، لا 18% كما عُرف سابقًا. بالإضافة إلى ذلك، فإنّ بحثًا أجرته ناسا عام 2009، وجد أنّ غاز الميثان الذي يصدر إلى الجوّ نتيجةً لعمليّة الأيض (Metabolism - التمثيل الغذائي) لدى الحيوانات في مزارع صناعة اللحوم، قادرًا على أن يكون أخطر بنسبة 33% من ثاني أوكسيد الكربون، لا بنسبة 23% كما عُرف سابقًا.

في كتابه «الخضريّة» يذكر بلوطين أنّ صناعة اللحوم تستهلك مساحات شاسعة من الكوكب، تعادل نحو 70% من المساحة الزراعيّة، ويُشدّد على أن هذه الصناعة سببًا رئيسيًا لإبادة غابات المطر التي تمنح الأرض 40% من الأوكسجين، مما يعني أننا حين نستمرّ في صناعة اللحوم فإننا باختصار «نخنق أنفسنا».